# Kenjirō Hiraki
Kenjirō Hiraki (jap. 開健次郎 Hiraki Kenjirō; ur. 17 lutego 1940 w prefekturze Wakayama) – japoński zapaśnik walczący w stylu klasycznym. Dwukrotny olimpijczyk. Odpadł w eliminacjach w Tokio 1964 i Meksyku 1968. Walczył w kategorii 87 kg.
Piąty na mistrzostwach świata w 1970; odpadł w eliminacjach w 1965, 1967 i 1971 roku.